# یادگیری هستی شناسی(علم اطلاعات)
یادگیری هستی شناسی ( استخراج هستی شناسی، ایجاد هستی شناسی ، یا اکتساب هستی شناسی ) آفرینش خودکار یا نیمه خودکار هستی شناسی ها است، شامل استخراج عبارات دامنه های سخن مربوطه و روابط بین مفاهیمی که این عبارات از  پیکرهٔ متنی زبان طبیعی  نشان می دهند و رمزگذاری آنها با استفاده از زبان هستی شناسی به منظور بازیابی آسان. از آنجایی که ساختن هستی شناسی ها به صورت دستی بسیار طاقت فرسا و زمان بر است، انگیزه بالایی برای خودکارسازی این فرآیند وجود دارد.
عموما این  فرآیند با استخراج عبارات و مفاهیم یا گروه های اسمی از متن خام با استفاده از پردازنده های زبانی مانند برچسب‌گذاری جزء کلام و شقه کردن به عبارت آغاز می‌شود . سپس از تکنیک‌های آماری  یا نمادین   برای استخراج  نشانهٔ رابطه استفاده می‌شود که  بر اساس روش های استخراج ابرنام برپایه الگو  یا  تعریف  هستند.

## شیوه
یادگیری هستی شناسی به منظور استخراج (نیمه-) خودکار تمام هستی شناسی ها از متن زبان طبیعیست .   این فرآیند عموما به هشت وظیفهٔ زیر تقسیم می شود که لزوماً  به همه ی مسائل هستی شناسی تعمیم داده نمی شوند.

### استخراج دامنۀ سخن
طی مرحله استخراج واژه شناسی ،عبارات مختص دامنه استخراج می شوند که در گام ذیل (اکتشاف مفاهیم) استفاده می شوند.می توان عبارات مرتبط را تشخیص داد، به عنوان مثال، با محاسبه فراوانی وزنی تی اف-آی دی اف  و یا با به کار بردن روش مقدار -C/ مقدار -NC. لیست عبارات حاصل، باید توسط یک متخصص دامنه پالایش شود. در مرحله ی بعد، به نحو مشابه دیدگاه مرجع در استخراج اطلاعات ، سامانۀ یادگیری هستی شناسی مترادف ها را تعیین میکند، چرا که مترادف ها معنی مشابهی را در اشتراک دارند و متعاقباً به یک مفهوم مشترک مرتبط هستند.
نتیجتاً متداول ترین روش ها خوشه بندی و استفاده از تدابیر  شباهت آماری هستند.

### اکتشاف مفاهیم
در مرحلۀ اکتشاف مفاهیم، عبارات به واحد های حامل مفهوم گروه بندی میشوند که هر کدام به یک برداشت از هستی و متعاقبا مفهوم  مرتبط هستند.عبارات دسته بندی شده همان عبارات مختص دامنه و مترادف هایشان هستند که در مرحلۀ استخراج دامنۀ سخن شناسایی شدند.